# Голубев, Анатолий Дмитриевич
Анатолий Дмитриевич Голубев (литературный псевдоним — Анатолий Ксенин; 23 мая 1935, Пушкин, Ленинградская область — 26 октября 2020, Вена, Австрия) — советский и российский журналист, писатель, телеведущий, главный редактор журналов «Смена» (1969—1975), «Советский экран» (1975—1978).

## Биография
Родился в 1935 году в городе Пушкине. В 1958 году окончил факультет журналистики Ленинградского государственного университета. В 1962 году вступил в КПСС. Александр Шейндлин, живший на соседней даче в Жуковке, вспоминал о нем:

А. Д. Голубев — фигура, можно сказать, символическая для так называемого застойного периода. Он из плеяды по-своему талантливых комсомольцев, работавших в ЦК ВЛКСМ. Насколько мне известно, проявив недюжинные организаторские способности и испытывая тяготение к журналистике и писательскому ремеслу, он был назначен на высокую должность в ЦК ВЛКСМ и специализировался на написании очерков на околоспортивные темы. Голубев часто сопровождал в поездках на международные соревнования наши спортивные делегации, а затем публиковал статьи об этих поездках.
С 1969 по 1975 год работал главным редактором журнала «Смена», с 1975 по 1978 год – главным редактором журнала «Советский экран», а затем заведовал издательством «Советский писатель». 
Член Союза писателей СССР и России с 1974 года. Автор ряда очерков, рассказов, повестей и романов, посвященных спортивной теме и героям спорта – хоккеистам, футболистам, велогонщикам, альпинистам и т. д.  В течение длительного времени вел на телевидении передачу «Честь и слава по труду».